# Galina Tsariova
Galina Gueórguievna Tsariova –en ruso, Галина Георгиевна Царёва– (Velíkiye Luki, 19 de abril de 1950) es una deportista soviética que compitió en ciclismo en la modalidad de pista, especialista en la prueba de velocidad individual.
Ganó ocho medallas en el Campeonato Mundial de Ciclismo en Pista entre los años 1969 y 1980.

## Medallero internacional
| Campeonato Mundial | Campeonato Mundial         | Campeonato Mundial | Campeonato Mundial   |
| Año                | Lugar                      | Medalla            | Competición          |
| ------------------ | -------------------------- | ------------------ | -------------------- |
| 1969               | Brno ( Checoslovaquia)     | Medalla de oro     | Velocidad individual |
| 1970               | Leicester ( Reino Unido)   | Medalla de oro     | Velocidad individual |
| 1971               | Varese ( Italia)           | Medalla de oro     | Velocidad individual |
| 1974               | Montreal ( Canadá)         | Medalla de bronce  | Velocidad individual |
| 1977               | San Cristóbal ( Venezuela) | Medalla de oro     | Velocidad individual |
| 1978               | Múnich ( RFA)              | Medalla de oro     | Velocidad individual |
| 1979               | Ámsterdam ( Países Bajos)  | Medalla de oro     | Velocidad individual |
| 1980               | Besanzón ( Francia)        | Medalla de plata   | Velocidad individual |